# Breakfast in America
Breakfast in America és el sisè àlbum d'estudi del grup britànic Supertramp, publicat el 29 de març de 1979 i gravat de Maig a Desembre de l'any anterior a l'estudi Village Recorder de Los Angeles. Breakfast in America va suposar l'àlbum de més èxit de Supertramp, venent 4.000.000 de còpies als Estats Units fins a la data i 20.000.000 a nivell global. L'àlbum va aconseguir el lloc número 1 en les llistes del Billboard 200, i el número 3 als UK Albums Charts, així com el número 1 a Alemanya, Canadà, Noruega, Europa, Canadà i Austràlia.
Va generar quatre senzills d'èxit als Billboard Hot 100 nord-americans: "The Logical Song" (núm. 6),"Goodbye Stranger" (núm. 15), "Take the Long Way Home" (núm. 10) i "Breakfast in America" (núm. 62). Al Regne Unit, The Logical Song i Breakfast in America van arribar al número 7 i al número 9 respectivament del UK Singles Charts, els dos únics temes que el grup va aconsseguir col·locar al top 10 al seu país natal.
Va ser guardonat amb dos Grammy en les categories de millor disseny d'embalatge i millor arranjament per àlbum no clàssic i ha estat certificat com a disc de diamant a Canadà i amb quatre discs de platí per la RIAA. A França, Breakfast in America és el disc d'un grup anglès més venut de tots els temps amb vendes superiors als 3 000 000 de còpies.
L'àlbum va ser remasteritzat i reeditat l'11 de juny de 2002 per A&M Records. Dues noves edicions, una "Deluxe" i una altra "Super Deluxe" es llançaren a l'octubre del 2010, coincidint amb la Gira "70-10 Tour"

## Gestació i gravació del disc
Tal com havia passat en el disc anterior, Even in the Quietest Moments, Rick Davies i Roger Hodgson van escriure la majoria de les cançons per separat, tot i que van concebre la temàtica de l'àlbum de manera conjunta. El concepte original del Breakfast in America era fer un àlbum de cançons sobre la relació i els orígens de les seves desavinences per mantenir cohesionat el grup. Inicialment l'àlbum havia de dir-se Hello Stranger. Al respecte, Hodgson va comentar: «Ens vam adonar que algunes de les cançons representaven a dues persones que parlaven l'un a l'altre. Jo podia estar sotmetent la seva forma de pensar i ell podia desafiar la meva manera de veure la vida […] Les nostres formes de vida són tan diferents, però tot i així l'estimo. Aquest contrast és el que fa que el món giri i el que feia que Supertramp funcionés. Les seves creences són un desafiament per a mi i les meves creences un desafiament per a ell».
Aquesta idea original va ser finalment rebutjada enfavor d'un àlbum de cançons menys profundes i més «alegres», i encara que al principi Davies volia mantenir el títol de Hello Stranger, Hodgson el va convèncer per canviar-lo per Breakfast in America. Sobre aquest punt Hodgson va comentar més tard: «Vam triar el títol perquè era alegre. S'adaptava més a el sentiment de diversió de l'àlbum». A causa del títol i a l'explícita sàtira sobre la cultura nord-americana que es podia inetrpreatr per la portada i en tres de les cançons («Gone Hollywood»,«Breakfast in America» i «Child of Vision»), molts dels oients van interpretar l'àlbum com una burla dels Estats Units. Els membres del grup van insistir que les repetides referències a la cultura nord-americana eren pura coincidència i que no plantejaven una temàtica satírica. A l'respecte, Hodgson va descriure la idea errònia com un paral·lelisme en la manera que Crime of the Century és sovint mal interpretat com un àlbum conceptual.
A «Gone Hollywood», tema d'obertura del disc i compost per Davies, parla d'algú que es muda a Los Angeles amb l'esperança de convertir-se en una estrella de cinema, encara que li resulta molt més difícil del que imaginava. Tot acaba amb un sentiment de frustració fins que es converteix en la «tema de conversa de Hollywood Boulevard». La lletra era originalment més fosca, però sota la pressió dels altres membres de el grup, Davies la va reescriure donant-li un to més optimista i comercial.
El disc es va gravar a partir de dues tandes de demos. Les primeres van ser demos casolanes, cadascuna de les quals incloïa al principal compositor, fos Rick Davies o Roger Hodgson, tocant bé un piano acústic o un piano Wurlitzer al mateix temps que cantaven. Les segones demos eren de vuit pistes i van ser gravades als Southcombe Studios a Burbank (Califòrnia) entre abril i maig de 1978. Durant aquests enregistraments, el grup va treballar a les pistes d'acompanyament de totes les cançons, amb l'excepció de «Take the Long Way Home», i va determinar l'ordre en què apareixerien al álbum.
Per evitar passar molt temps en les mescles, el grup i l'equip de producció van dedicar una setmana sencera a experimentar amb diferents configuracions de so, fins que van trobar els arranjaments adequats. L'esforç va resultar ser en va, ja que l'equip d'enginyers van acabar gastant més de dos mesos buscant la mescla perfecta, i després d'aquest període van acabar les sessions no perquè ja estaven satisfets amb els resultats, sinó perquè el termini de lliurament de el disc havia acabat.
Les tensions entre Hodgson i Davies van ser gairebé inexistents en l'enregistrament del Breakfast in America. Al respecte, l'enginyer Peter Henderson va comentar: «Es portaven fantàsticament bé i tothom estava molt content. Hi havia un molt, molt bon ambient i crec que tothom estava realment impulsat per les gravacions i per la resposta d'A&M». Harry Doherty, periodista de Melody Maker, va oferir una altra visió sobre la relació entre Davies i Hodgson durant les sessions de gravació del disc: «En tres dies amb la banda, no crec que veiés a Davies i a Hodgson conversar entre ells, més enllà d'un intercanvi de salutacions corteses».
Breakfast in America va comptar amb sis de les deu cançons tocades amb un piano Wurlitzer com a instrument principal. Els diferents sons emesos pel Wurlitzer depenen de com es toqui, així cançons com «Child of Vision» i «The Logical Song» estan construïdes sobre aquest so. El so peculiar del Wurlitzer havia estat utilitzat anteriorment en cançons com «Dreamer» o «Lady», però mai d'una forma tan extensa com en el Breakfast in America.

## Disseny de la portada
La portada de l'àlbum simula la visió de Manhattan a través de la finestra d'un avió. Va ser dissenyat per Mike Doud i Mick Haggerty. La imatge representa a Kate Murtagh vestida com una cambrera anomenada "Libby", en una posició que emula la figura de l'estàtua de la llibertat: sosté un got de suc de taronja en un plat petit en una mà (al lloc de la torxa a l'estàtua), i a la seva banda, un menú de restaurant plegable en què es llegeix "Esmorzar a Amèrica". Inicialment en el disseny de Mike Doud hi havia una model jove i sexy, però no era l'estil dels membres del grup, així que van dedicir de canviar-la per una imatge més quotidiana. Al fons figurava l'illa de Manhattan feta a partir d'una caixa de blat de moro, un cendrer, coberteria (per als molls), ampolles de xarop de pancake, caixes d'ou, agitadors de sal i pebre, tasses de cafè, una ampolla de mostassa, etc., tot pintat en polvoritzador blanc. Les torres bessones del World Trade Center apareixen com a dues piles de caixes i el plat de l'esmorzar representa Battery Park, el punt de partida del ferri cap Staten Island. La foto de la contraportada, que representa als membres de la banda esmorzant mentre llegien els seus respectius diaris de la ciutat natal, es va fer a un restaurant anomenat Bert's Mad House.
Breakfast in America va guanyar el premi Grammy al millor disseny d'àlbum de 1980,(Best Album Package) derrotant àlbums com els de Talking Heads i Led Zeppelin, entre d'altres.

## Crítiques musicals
El crític musical Stephen Holden va escriure per a Rolling Stone que l'àlbum era una millora respecte els anteriors de Supertramp, i el va anomenar "un àlbum perfecte de llibres de text de post-Beatles, un art anglès centrat en el teclat que aconsegueix l'equilibri més estricte possible entre el classicisme quasi simfònic i el rock & roll ... les cançons aquí són extraordinàriament melòdiques i estructurades de manera concisa, reflectint la saturació d'aquests músics en el pop americà des del seu trasllat a Los Angeles el 1977." El crític de Village Voice, Robert Christgau, va quedar menys impressionat i el va definir com un "àlbum enganxós que produeix grunyits aleatoris de plaer, però que no té substància emocional a causa de les lletres i cap personalitat vocal (a diferència del cant precís) i empenta rítmica (en contraposició a un ritme)".
En una crítica retrospectiva, Paul Elliott de Classic Rock el va definir com un àlbum de pop-rock perfecte, "Breakfast ... ho té tot: grans cançons, producció i arranjaments exquisits, vocals d'harmonia meravelloses, lletres provocadores de pensament i una portada icònica que va representar l'excentricitat de Supertramp." "Gravat minuciosament, l'àlbum té foscor sota la seva lluentor superficial. Goodbye Stranger és potser la cançó més cínica mai escrita sobre l'amor, The Logical Song, una crisi existencial que s'estableix en la melodia més bonica. I el tema que dona nom al disc, escrit per un adolescent Hodgson, va ser una interpretació particularment anglesa en el somni americà."
Stephen Thomas Erlewine del portal web Allmusic va elogiar l'àlbum per "les cançons pop ben escrites, enganxoses i ben construïdes" i el va descriure com la "marca de qualitat" de la banda. John Doran, de la BBC Music, va dir que la composició de les cançons tenien una "qualitat immillorable" i va afirmar que "qualsevol de les deu pistes podria haver estat exitosa". Tyler Fisher, de Sputnikmusic, va dir que els seus senzills són sobretot els més destacats a causa dels seus "hits enganxosos", i va trobar les balades "absolutament terribles". Rob Sheffield, va escriure per a The Rolling Stone Album Guide (2004), lloances per a l'àlbum destacant "la alegre" Take the Long Way Home ", l'adolescent "The Logical Song" i " Goodbye Stranger." William Pinfold del Record Collector va considerar l'àlbum "un exemple clàssic del rock suau transatlàntic de finals dels 70 reproduït perfectament i produït perfectament".

## Llista de temes
Totes les cançons compostes per Rick Davies i Roger Hodgson.
| 1. | «Gone Hollywood»       | Davies and Hodgson | 5:19 |
| 2. | «The Logical Song»     | Hodgson            | 4:07 |
| 3. | «Goodbye Stranger»     | Davies             | 5:46 |
| 4. | «Breakfast in America» | Hodgson            | 2:37 |
| 5. | «Oh Darling»           | Davies             | 3:43 |

| 6.  | «Take the Long Way Home»     | Hodgson                            | 5:08 |
| 7.  | «Lord Is It Mine»            | Hodgson                            | 4:08 |
| 8.  | «Just Another Nervous Wreck» | Davies                             | 4:22 |
| 9.  | «Casual Conversations»       | Davies                             | 2:56 |
| 10. | «Child of Vision»            | Hodgson, Davies and John Helliwell | 7:24 |

## Guardons
Nominacions
- 1980: Grammy a l'àlbum de l'any